# Chotków (przystanek kolejowy)
Chotków – zlikwidowany przystanek kolejowy położony we wsi Jelenin w woj. lubuskim, w powiecie żagańskim, w gminie Żagań, nazwę ma od sąsiedniej wsi Chotków w gminie Brzeźnica.